# Agostino Casini
Agostino Casini (Cosenza, 3 febbraio 1848 – Napoli, 10 gennaio 1892) è stato un politico italiano, deputato alla Camera.

## Biografia
Nel novembre 1867 combatté a Mentana con Garibaldi, contro le truppe pontificie e francesi nel tentativo di liberare Roma. Pochi anni dopo, nel 1884, accorse a Napoli durante l'epidemia di colera, come medico della Croce Bianca vista la sua laurea in medicina e chirurgia, meritando, per l'opera prestata, la medaglia d'oro. Per l'abnegazione dimostrata in quella occasione, venne anche eletto consigliere comunale di Napoli, carica a cui rinuncerà poco tempo dopo.
Nei primi anni dopo l'Unità d'Italia fu tra i fondatori della loggia Egeria di Napoli. 
Nel 1886, candidato nelle file del Partito Radicale Storico (anche noto come Estrema Sinistra Storica o Partito della Democrazia o Partito dell'Estrema radicale), venne appoggiato dalla massoneria alle elezioni politiche; nelle elezioni del 1890, invece, venne eletto nelle file del Partito Repubblicano.
Alla Camera prese la parola per discutere problemi sanitari e presentò alcune interrogazioni tra le quali quelle sulle linee ferroviarie Metaponto-Cosenza e Metaponto-Cotrone, inerenti alla Ferrovia Jonica.
Il 10 gennaio 1892 muore a Napoli.
A lui venne dedicata la loggia massonica di Spezzano Albanese e l'intitolazione della piazza centrale a Lungro.